# Tommy Franks
Tommy Ray Franks (Wynnewood, 17 de junho de 1945) é um general aposentado do Exército dos Estados Unidos, primeiro comandante das tropas aliadas na Guerra do Iraque.
Anteriormente, havia também comandado operações contra o Taliban no Afeganistão. Na sua infância foi colega de escola de Laura Bush.